# Artica
Artica (tudi Vela Artica) je majhen nenaseljen otoček v Šibeniškemu arhipelagu. Pripada Hrvaški. Otoček leži okoli 0,5 km severozahodno od Arte Velike. Njegova površina meri 0,03 km². Dolžina obalnega pasu znaša 0,63 km. Iz pomorske karte je razvidno, da svetilnik, ki stoji na zahodni obali otočka, oddaja svetlobni signal R Bl 5s. Nazivni domet svetilnika je 7 milj.